# Ardore
Ardore là một đô thị ở tỉnh Reggio Calabria trong vùng Calabria, Ý, có cự ly khoảng 90 km về phía tây nam của Catanzaro và khoảng 45 km về phía đông của Reggio Calabria. Tại thời điểm ngày 31 tháng 12 năm 2004, đô thị này có dân số 4.822 người và diện tích là 32,7 km².
Ardore giáp các đô thị: Benestare, Bovalino, Ciminà, Platì, Sant'Ilario dello Ionio.